# Lago Nahuel Huapi
El lago Nahuel Huapi es un lago de origen glaciar de la Patagonia Argentina. Es compartido por las provincias argentinas del Neuquén (80%) y de Río Negro (20%), y rodeado mayormente por el parque nacional homónimo.
Posee una superficie de 557 km² y se sitúa a una altitud de 764 m s. n. m. Se destaca por su profundidad (464 m de profundidad máxima) y sus ocho ramificaciones o brazos: Campanario, de la Tristeza, Blest, Machete, del Rincón, Última Esperanza, Angostura y Huemul. Se relaciona con otros lagos menos extensos, como el Gutiérrez (16,4 km²), el Moreno (16,4 km²), el Espejo y el Correntoso (27 km²). Se alimenta de los deshielos y constituye la naciente del río Limay. Posee varias islas, siendo la más grande e importante por su actividad turística la isla Victoria, de 31 km².
Su intenso color azul, sus islas, y el paisaje que lo rodea, lo convierten en uno de los lugares más atractivos del sur argentino y un imán para el turismo nacional e internacional, cimentando así un fuerte crecimiento poblacional de sus ciudades ribereñas, lo que ha creado algunos problemas de contaminación de sus aguas.

## Historia

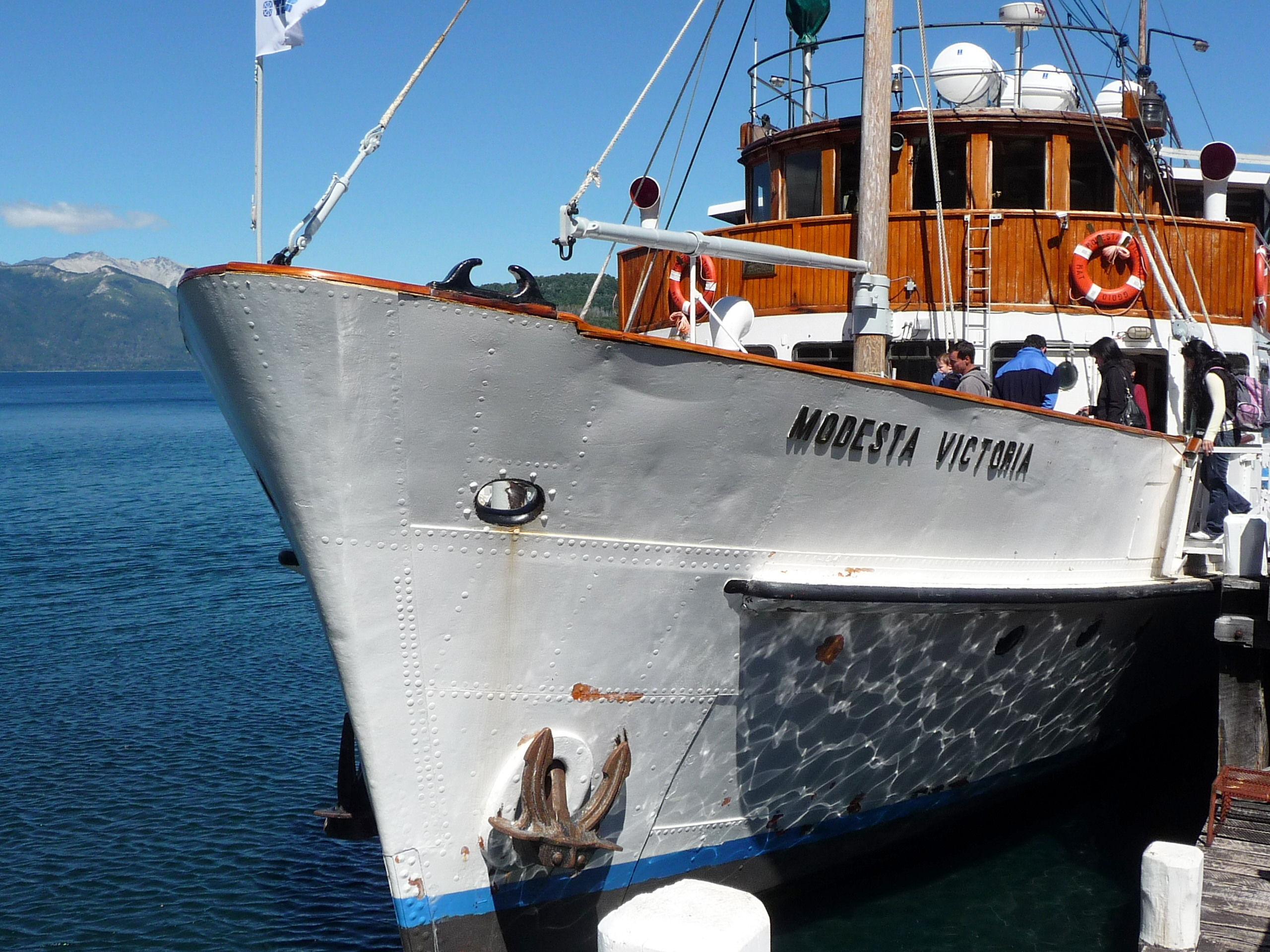
El "Modesta Victoria" a de fines del.

En el siglo XVI la zona estaba poblada por los poyas, un pueblo de estirpe puelche. En 1620 el capitán español Juan Fernández atravesó la cordillera y arribó al lago Nahuel Huapi, describiendo la existencia de indígenas puelches en las cercanías del lago, luego en el siglo XVII estos desaparecieron tras la araucanización de la zona por los mapuches quienes los llamaron "vuriloche" (‘gente del otro lado‘).
Procedente de la Capitanía General de Chile, el militar español Diego Flores de León fue el primer europeo en alcanzar el lago en 1621. Los misioneros jesuitas provenientes de la residencia de Castro (Chiloé) llegaron a la zona en 1670; entre ellos se destacó Nicolás Mascardi. Él y sus seguidores fundaron una misión conocida como Misión del Nahuel Huapi en la península Huemul para evangelizar a los nativos. La misión fue abandonada en 1718 debido a la matanza de cinco miembros de la orden.
Casi dos siglos después, el 22 de enero de 1876, el perito Francisco Pascasio Moreno remontó el río Limay llegando a la costa este del lago. El primer buque —posiblemente el único— que llegó hasta el lago por el río Limay fue una lancha a vela y remos, conducida por el teniente Eduardo O'Connor. Al completar la hazaña, bautizó a su embarcación como «Modesta Victoria», —los dos nombres de su esposa—, término que se ha aplicado desde entonces a diversas embarcaciones de turismo que recorren el lago.

## Toponimia
Los mapuches dieron a la isla más importante el nombre Nahuel Huapi, que significa en mapudungun "isla del jaguar" y que hace referencia a la isla Victoria, la más grande del lago. Se presume que este nombre alude al tótem de una familia puelche que pobló la zona o quizás a la comparación de aquellos indígenas con los yaguaretés por su audacia y valentía.
Desde fines del siglo XIX no existen yaguaretés en la Patagonia norte al ser estos exterminados por los mapuches y colonos, sin embargo los yaguares (nahuel) habitaron la Patagonia Oriental hasta aproximadamente el río Chubut.[cita requerida]
Como los europeos solían llamar "tigre" al yaguareté es común encontrar erróneamente traducido el topónimo de origen mapuche como "Isla del Tigre".

## La leyenda de Nahuelito

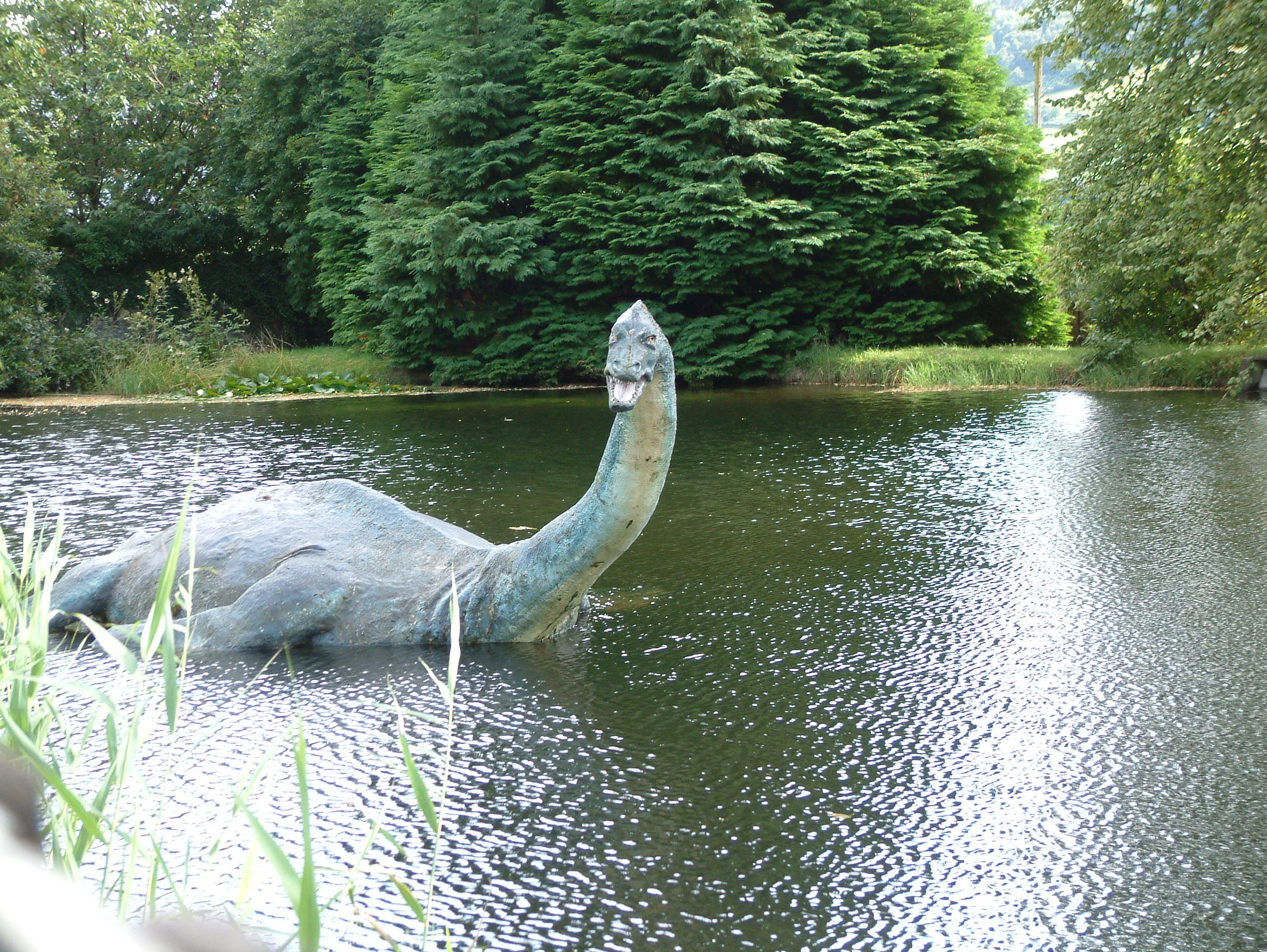
Según se dice, el monstruo tendría la apariencia de un plesiosaurio

Antiguas leyendas indígenas aseguraban que el Nahuel Huapi albergaba a una gigantesca criatura. Se le conocía como "cuero", por semejar un cuero de vaca extendido sobre el agua, formando un ligero domo. El mito se hizo popular desde la década de los 20 cuando, a partir de supuestos avistamientos, el zoológico de Buenos Aires decidió organizar una búsqueda que tuvo repercusión internacional. Avistamientos posteriores sugerirían la posibilidad de tratarse de alguna especie de serpiente marina o incluso un plesiosaurio, similar a Nessie, un supuesto ser de similares características en Escocia. Desde la década de los 80 la mítica criatura se conoce por el nombre de Nahuelito.

## Flora y fauna

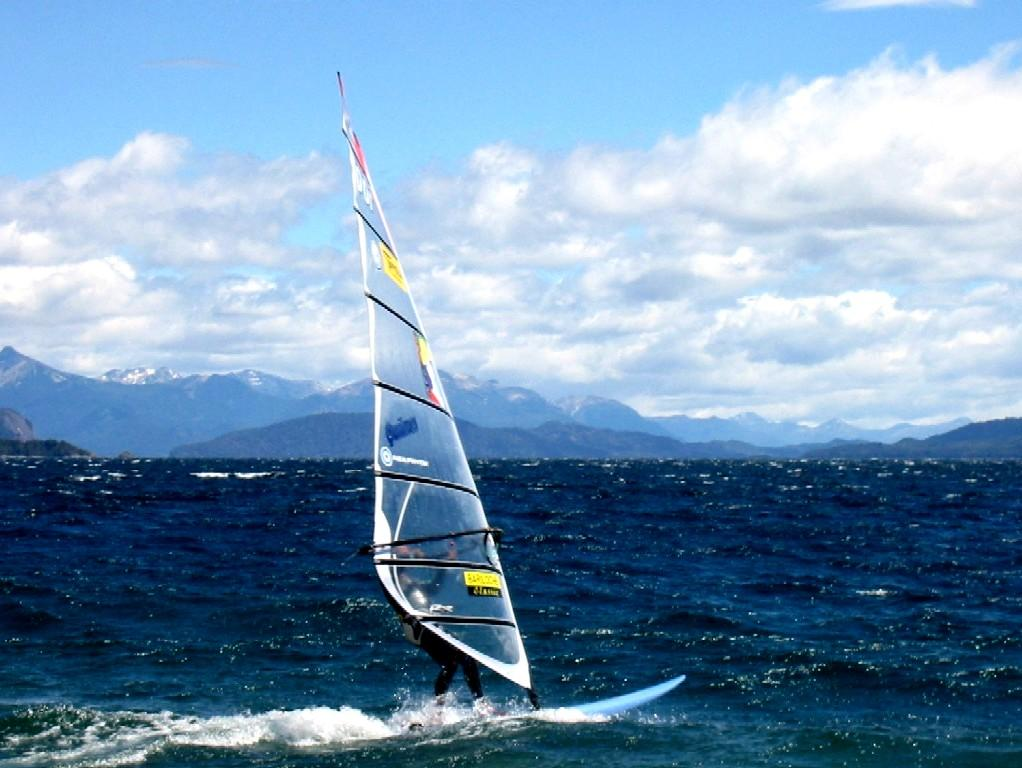
Windsurfista en el Lago Nahuel Huapi, Argentina

Las orillas del lago se encuentran pobladas por especies vegetales de lugares húmedos y secos como los arrayanes y pataguas, árboles semipalustres que forman parte del bosque andino patagónico, mientras que al oeste lo rodea una exuberante Selva Valdiviana y al extremo sudeste lo rodea un semidesierto llamado Estepa patagónica.
En los acantilados de algunas islas del lago Nahuel Huapi existe una población de cormorán imperial, hecho curioso ya que se trata de una especie preferentemente marina. Es frecuente también encontrar a la exótica gaviota cocinera siguiendo las embarcaciones.
La paloma araucana (Columba araucana) está categorizada como “amenazada” por haber sufrido una enfermedad infecciosa transmitida por las aves domésticas. Sin embargo, se estima que actualmente está en franca recuperación.
Las estaciones cálidas atraen al Parque a ciertas aves de permanencia estacional, como el fío-fío (Elaenia albiceps), la bandurria o los cauquenes.
Una de las especies típicas de la fauna de la región es el huillín (Lontra provocax), mamífero carnívoro que tiene en el parque nacional las principales poblaciones de Argentina. Se trata de una nutria nativa que habita las costas de los lagos, lagunas, ríos y arroyos. Su cuerpo alargado está cubierto por un pelaje castaño con reflejos anaranjados o rojizos, y posee patas cortas y cola larga.
Los colonizadores y pioneros europeos introdujeron especies exóticas con el fin de embellecer lo que consideraban una empobrecida fauna de estos ambientes. La introducción de la trucha para la pesca hizo retroceder a las especies nativas, como el puyén (Galaxias maculatus), la trucha criolla (Percichthys trucha) y el pejerrey patagónico. Por estas razones, se permite la pesca reglamentada y autorizada en distintas temporadas por la intendencia del parque nacional.
También se conoce la existencia de una clase de crustáceo de agua dulce conocidos como pancora. Las pancoras habitan en las costas de lagos y suelen encontrarse debajo de rocas para evitar ser atrapados por los peces.

## Hidrografía

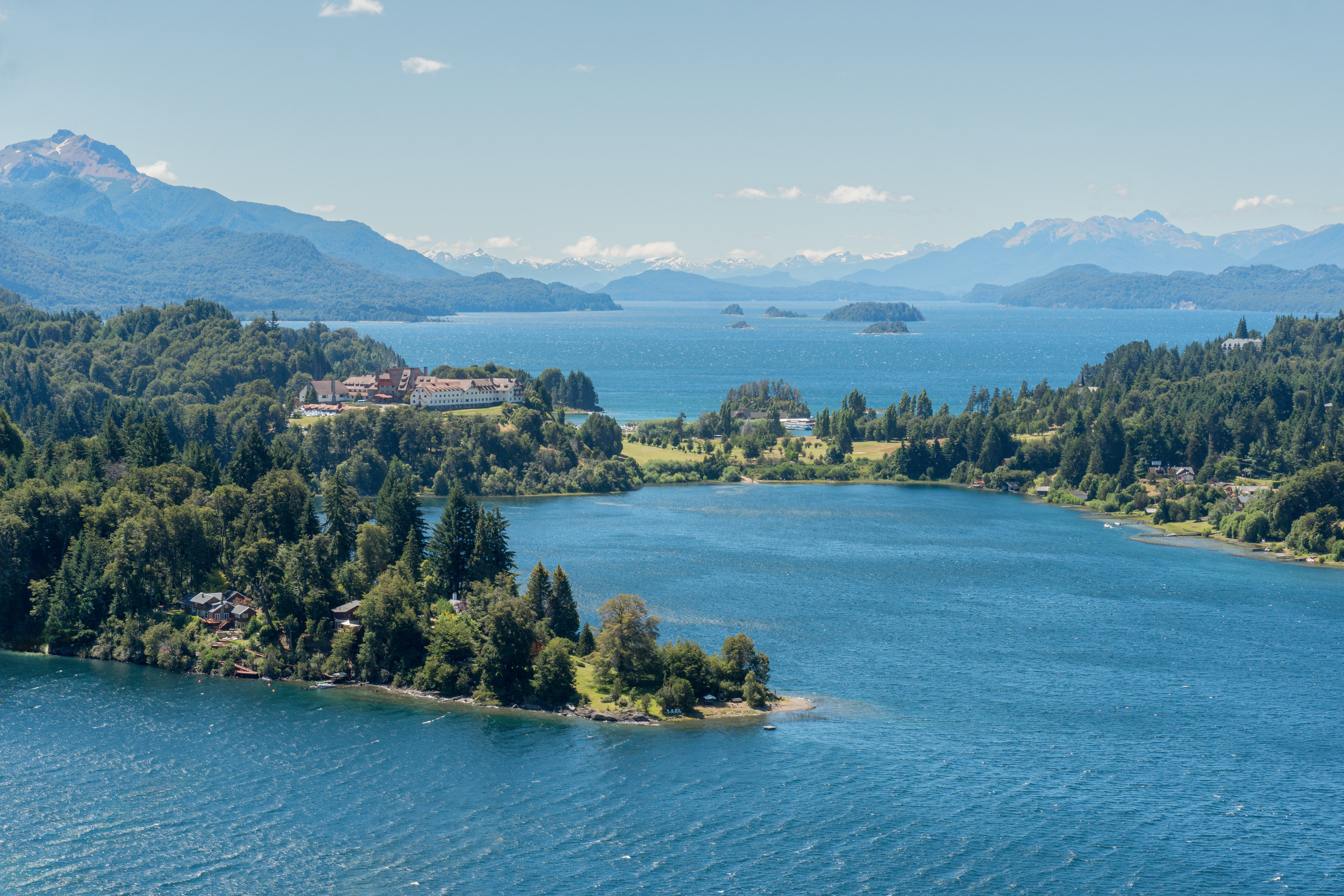
Península Llao Llao y su famoso hotel.

De origen glaciar, el lago tiene una superficie aproximada de 557 km² y una profundidad máxima registrada de 464 metros. Las costas del lago Nahuel Huapi son muy sinuosas y presentan importantes penínsulas, como Quetrihué (en la región nordeste, donde se asienta el parque nacional Los Arrayanes), Llao Llao, San Pedro y Huemul; y profundos brazos: Blest, Tristeza, Rincón, Última Esperanza, Machete, Angostura, Huemul y Campanario.
Varias islas de distintos tamaños salpican el lago: las islas Victoria y Huemul son las más grandes, pero no pueden dejar de mencionarse los islotes de las Gallinas y de las Gaviotas, sobre todo, y el islote Centinela, donde reposan los restos del Dr. Francisco P. Moreno.
Los principales cursos de agua que desembocan en el Nahuel Huapi son los ríos Pireco, Bonito, Machete y Ñirihuau, y los arroyos Castillo, Ñireco, Bravo, Frías y Chimuraco. Los más caudalosos proceden a su vez de otros lagos, tales como el Espejo, Correntoso, Gallardo, Frías, Frey, Moreno y Gutiérrez.
El río Limay constituye el desagüe del lago Nahuel Huapi hacia el Océano Atlántico y, por lo tanto, de toda su cuenca como así también de la que corresponde al lago Traful y a los ríos Collón Curá y sus afluentes, el Aluminé, el Caleufú y el Chimehuin.
Es de recordar la importancia económica de estas dos cuencas, amparadas de la erosión por los bosques protegidos por Parques nacionales.
Además de realzar el paisaje y mantener el suelo, dichos bosques facilitan la contención de las aguas pluviales y su lento escurrimiento, regulando el caudal de los desagües, principalmente del río Limay, importante tributario del sistema hidroeléctrico de los embalses Alicurá, Piedra del Águila, Pichi Picún Leufú, El Chocón y Arroyito, y del río Negro.
Las precipitaciones (lluvias y nieve) caen abundantemente, con una disminución progresiva hacia el este. Así, mientras que sobre su orilla oeste, en la estación de Puerto Blest, cerca de la frontera chilena, percibe precipitaciones de hasta 4000 mm/por año, al este, en la región de San Carlos de Bariloche, no recibe más que 1500 mm anualmente.
En enero de 2011 se percibió un cambio de color en las aguas superficiales de este lago. Inicialmente se especuló que tal cambio (comúnmente de azul profundo y en esos días extraordinariamente de azul turquesa o más bien cerúleo) se pudiera haber ocasionado por alguna contaminación que hubiera hecho proliferar algas; los estudios inmediatamente descartaron esa posibilidad, luego se consideró que un seísmo ocurrido en el centro sur de la cercana república de Chile pudiera haber removido los sedimentos del fondo del lago y estos habrían llegado así hasta la superficie; luego, el 8 de enero de 2011, se pudo hacer pública la causa verdadera: las fuertes lluvias ocurridas días antes en los afluentes de este lago le habían cambiado momentáneamente y por zonas el color.

## Problemas de contaminación
Pese a que la ciudad de San Carlos de Bariloche tiene una planta de tratamiento de aguas residuales que en 2010 procesaba 25 millones de litros de líquidos residuales y daba cobertura a 85 000 habitantes de la ciudad, para el año 2010 la ciudad sumaba 108 250 habitantes, y no todos están conectados a la red cloacal.
Existen problemas de contaminación debido a descargas directas al lago de líquidos crudos, o por roturas en los sedimentadores de la planta, roturas en colectores, o fallas en bombas de bombeo de la red, pero fundamentalmente por la saturación de la red cloacal de Bariloche. También existen muchos derivadores de líquidos cloacales en distintas partes de la ciudad, los cuales vierten desechos sin tratar cuando el sistema se ve colapsado. La ciudad de Villa La Angostura planea construir una planta depuradora como resultado de la negativa de la municipalidad de Bariloche de tratar sus desechos transportados en camiones atmosféricos a la planta de Bariloche. Bariloche planea ampliar la planta, pero el rechazo del Presupuesto nacional 2011 en el que estaba incluido la obra inicial puede generar demoras en el financiamiento de las obras de ampliación, donde el cálculo de la obra era de $ 112 millones.
Un estudio sobre sus sedimentos encontró mayores concentraciones de algunos metales pesados en comparación con otros lagos. En 2015, otro estudio midió la contaminación con partículas de plata en distintas zonas del lago, siendo la de mayor concentración aquella en las cercanías a la planta de tratamiento de líquidos cloacales. Moluscos recolectados en la zona presentaban una alta concentración comparada con otros colectados en el lago Traful, tomado como testigo. También se encontró evidencia de biomagnificación en la cadena alimenticia, con  mayores concentraciones de plata en tejidos de peces.